# توتندورف
توتندورف (به آلمانی: Tüttendorf) یک شهر در آلمان است که در شلسویگ-هولشتاین واقع شده‌است.

## خصوصیات
توتندورف ۱۷٫۷۶ کیلومترمربع مساحت دارد ۱۹ متر بالاتر از سطح دریا واقع شده‌است.